# Troglohyphantes similis
Troglohyphantes similis là một loài nhện trong họ Linyphiidae. Đây là loài đặc hữu của Slovenia.